# Путкарадзе, Тариэл Александрович
Тариэл Александрович Путкарадзе (груз. ტარიელ ფუტკარაძე, 9 мая 1960, Томашети, Аджарская АССР, Грузинская ССР, СССР — 2 января 2021, Тбилиси, Грузия) — грузинский учёный-лингвист, депутат Верховного Совета Республики Грузия первого созыва, префект Батуми (1991), профессор Грузинского университета Святого Андрея Первозванного Грузинского Патриархата (2011—2021).

## Биография
В 1983 году окончил филологический факультет Тбилисского государственного университета, был именным стипендиатом (стипендия имени Галактиона Табидзе). В 1987 году защитил кандидатскую диссертацию на тему «Особенности формообразования имен в юго-западных диалектах грузинского языка».
В разные годы работал научным сотрудником в Институте языкознания имени Арнольда Чикобавы Академии наук Грузинской ССР (1987); заведовал кафедрой грузинского языка Ахалцихского филиала Государственного университета имени Иване Джавахишвили (1990).
В 1990—1991 годах был депутатом Верховного Совета Республики Грузия первого созыва, входил в избирательный блок «Круглый стол — Свободная Грузия». В марте 1991 года президент Грузии Звиад Гамсахурдия назначил его префектом Батуми. 9 апреля 1991 года в качестве члена Верховного Совета Республики Грузия подписал Акт о восстановлении государственной независимости Грузии. Вскоре после обнародования Акта существующие советы в префектурах Аджария, Кеда, Шуахеви и Хуло поддержали инициативу Тариэла Путкарадзе и в обход местного руководства Аджарии представили резолюцию Верховному Совету Грузии. В этот момент фактически друг против друга стояли тогдашний председатель Верховного Совета Аджарской Автономной Республики Аслан Абашидзе и префект Батуми Тариэл Путкарадзе. Путкарадзе предлагал Звиаду Гамсахурдиа уволить Аслана Абашидзе, иначе в Батуми ожидалось кровопролитие. Президент воздержался от этого шага перед президентскими выборами. Но и после президентских выборов президент не снял Аслана Абашидзе, из-за чего Тариел Путкарадзе ушёл из префектуры.
После переворота 1991—1992 годов Путкарадзе подвергся политическому преследованию. Следуя верховенству закона, отказался уйти в отставку с поста депутата.
В 1992 году по представлению Тедоре Утургаидзе и Кетеван Ломтатидзе и по решению Ученого совета Кутаисского государственного университета имени Акакия Церетели был назначен директором Научно-исследовательского института картвельской диалектологии при университете. В разное время руководил диалектологическими экспедициями: в Аджарию, Самцхе-Джавахети, Сванетию, Лечхуми, Самегрело, Хевсурети, Имерхеви, Тао. С 1995 года организатор ежегодного международного симпозиума диалектологов, этнологов и фольклористов «Кутаисские беседы». С 1996 года — редактор научного журнала «Картвельское наследие». В 1999—2001 годах издавал общественно-политическую газету «Куджи»; В 1998—2004 годах научно-популярную газету «Грузин!».
В 1996 году основал в Кутаиси «Совет грузинского государственного языка». В апреле 1999 года избран профессором Кутаисского государственного университета. В 2000 году Ученым советом Тбилисского государственного университета ему было присвоено звание профессора. В 1998—2006 годах участвовал в нескольких республиканских и международных научных проектах (проект Института языкознания имени Арнольда Чикобавы по гранту Академии наук Грузии «Корпус грузинских диалектологических текстов с диалектологической фразеологией» (1997—1998); совместный Научный проект «Армази» (Сванские и мегрельские опубликованные тексты — Электронная база данных) (2000—2002 гг.) НИИ картвельской диалектологии государственного университета (2000—2002 гг.); «Без границ»; в 2004 г. — «Иберо-Кавказский международный научно-образовательный центр»; в 2004 г. — «Грузинская ассоциация попечительского совета».
В 2005—2006 годах были реализованы две подготовленные им магистерские программы: «Грузинский литературный язык» (в Кутаисском государственном университете) и «Картвельское языкознание» (Кутаисский государственный университет и Тбилисский государственный университет им. Иване Джавахишвили, Сухумский филиал). В августе 2006 года по конкурсу избран профессором кафедры грузинского языка и общего языкознания гуманитарного факультета Кутаисского государственного университета.
С 2011 года и до самой смерти возглавлял Центр картвелологии Грузинского университета имени Святого Андрея Первозванного Грузинского Патриархата, профессор того же университета, руководитель программ бакалавриата, магистратуры и докторантуры; руководитель секции филологии диссертационного совета того же университета и главный редактор научного журнала «Актуальные проблемы картвелологии». Автор более 300 научных работ лингвистического характера (в том числе монографий и учебников) и более 300 публицистических статей. Под его руководством защищено около 20 диссертаций.
Давал оценки гуманитарным процессам в соседних странах.
Умер 2 января 2021 года в Тбилиси в результате осложнений от заболевания коронавирусом. Похоронен в Пантеоне общественных деятелей на горе Махата.